# Kanton Châtenay-Malabry
Der Kanton Châtenay-Malabry ist seit 1985 ein französischer Wahlkreis im Arrondissement Antony, im Département Hauts-de-Seine und in der Region Île-de-France. Sein Hauptort ist Châtenay-Malabry. Vertreter im Generalrat des Départements ist seit 2011 Georges Siffredi (UMP).

## Gemeinden
Der Kanton besteht aus drei Gemeinden mit insgesamt 85.123 Einwohnern (Stand: 1. Januar 2022) auf einer Gesamtfläche von 13,41 km²:
| Gemeinde                | Einwohner 1. Januar 2022 | Fläche km² | Dichte Einw./km² | Code INSEE | Postleitzahl |
| ----------------------- | ------------------------ | ---------- | ---------------- | ---------- | ------------ |
| Châtenay-Malabry        | 35.490                   | 6,38       | 5.563            | 92019      | 92290        |
| Le Plessis-Robinson     | 28.893                   | 3,43       | 8.424            | 92060      | 92350        |
| Sceaux                  | 20.740                   | 3,60       | 5.761            | 92071      | 92330        |
| Kanton Châtenay-Malabry | 85.123                   | 13,41      | 6.348            | 9206       | –            |

Bis zur Neuordnung bestand der Kanton Châtenay-Malabry aus einem Teil der Gemeinde Châtenay-Malabry.